# Юлиан Вайгъл
Юлиан Вайгъл (на немски: Julian Weigl; роден на 8 септември 1995 в Бад Айблинг, Бавария) е германски футболист, играе като полузащитник и се състезава за немския Борусия Мьонхенгладбах.

## Клубна кариера

### Мюнхен 1860
Вайгъл е юноша на клуба на Мюнхен 1860. На 14 февруари 2014 година прави своя дебют за първия отбор в мач от Втора Бундеслига срещу отбора на Инголщад 04. Отбора му губи с 0 – 2 като гост, а Вайгъл заменя в 66-ата минута Яник Старк. Изиграва общо 14 мача през първия си сезон за Мюнхен 1860.
За първия мач от сезон 2014/15 срещу Кайзерслаутерн е избран за капитан на отбора, въпреки че е едва на 18 години. Това го превръща в най-младия капитан в историята на Мюнхен 1860. След втория мач от сезона е наказан и преместен във втория отбор заедно със своите съотборници Витус Айхнер, Яник Старк и Даниел Адлунг. Причината е, че четиримата са прекарали нощта в нощен клуб, което се отразява негативно на клуба. На Вайгъл е взета капитанската лента и е предадена на Кристоф Шиндлер.

### Борусия Дортмунд
След края на сезон 2014/15 Вайгъл преминава в германския гранд Борусия Дортмунд, подписвайки договор до лятото на 2019 година. Официалния си дебют за клуба прави на 15 август 2015 година при домакинската победа с 4 – 0 над Борусия Мьонхенгладбах..

## Национален отбор
Вайгъл започва да представя Германия до 19 години през 2013 година в квалификацията за Европейското първенство до 19 години през 2014, която Германия печели. От август 2014 година е преместен в националния отбор на Германия до 20 години. Първия си гол за тази формация отбелязва при равенството 1 – 1 срещу Холандия до 20 години.